# Pete Rugolo
Pete Rugolo (25. prosince 1915, San Piero Patti, Sicílie, Itálie – 16. října 2011, Sherman Oaks, Kalifornie, USA) byl americký jazzový aranžér a hudební skladatel sicilského původu. Společně s jeho rodinou se v roce 1920 přestěhoval do Spojených států. Mimo jiné spolupracoval například se Stanem Kentonem nebo Milesem Davisem.

## Diskografie
- Rugolomania
- Introducing Pete Rugolo
- Adventures in Rhythm

## Filmografie (výběr)
- 1951: The Strip
- 1959: Jack the Ripper
- 1963–1967: The Fugitive
- 1965–1968: The Thirty Nine Steps
- 1982: For Lovers Only
- 1983: Fantasy Island*
- 1983: O’Malley
- 1984: Blue Thunder
- 1997: This World, Then the Fireworks